# Koumbia (Tuy, Burkina Faso)
Koumbia is een stad in het zuidwesten van Burkina Faso, hoofdstad van de plattelandsgemeente en het hetzelfde gebied omvattende departement Koumbia in de provincie Tuy (regio Hauts-Bassins). Het ligt op ongeveer 70 km ten oosten van Bobo-Dioulasso aan de hoofdweg Route nationale N1 naar Ouagadougou waar de Route régionale R25  en de N1 samenkomen.
Deze stad dient niet te worden verward met het veel kleinere dorp Koumbia in het departement Fara van de provincie Balé (regio Boucle du Mouhoun)